# Acanthostracion guineensis
Acanthostracion guineensis is een  straalvinnige vis uit de familie van koffervissen (Ostraciidae). De wetenschappelijke naam van de soort is, als Ostracion guineensis, voor het eerst geldig gepubliceerd in 1865 door Pieter Bleeker.

## Type
- type: onbekend
- typelocatie: Guinea

## Verspreiding
De soort komt voor in het oosten van de Atlantische Oceaan van Senegal tot Angola.